# キンタナ・ロー州

キンタナ・ロー州
Estado Libre y Soberano de Quintana Roo

キンタナ・ロー州（キンタナ・ローしゅう、スペイン語: Estado de Quintana Roo）は、メキシコ南東部ユカタン半島にある州である。西側にカンペチェ州、北西にユカタン州と州境が接しており、南側はベリーズとの国境になっている。
カリブ海に面し、保養地で有名なカンクンがあることで知られる。由来は独立戦争の英雄であるアンドレス・キンタナ・ローに由来する。
人口は1,857,985人（2020年国勢調査）。

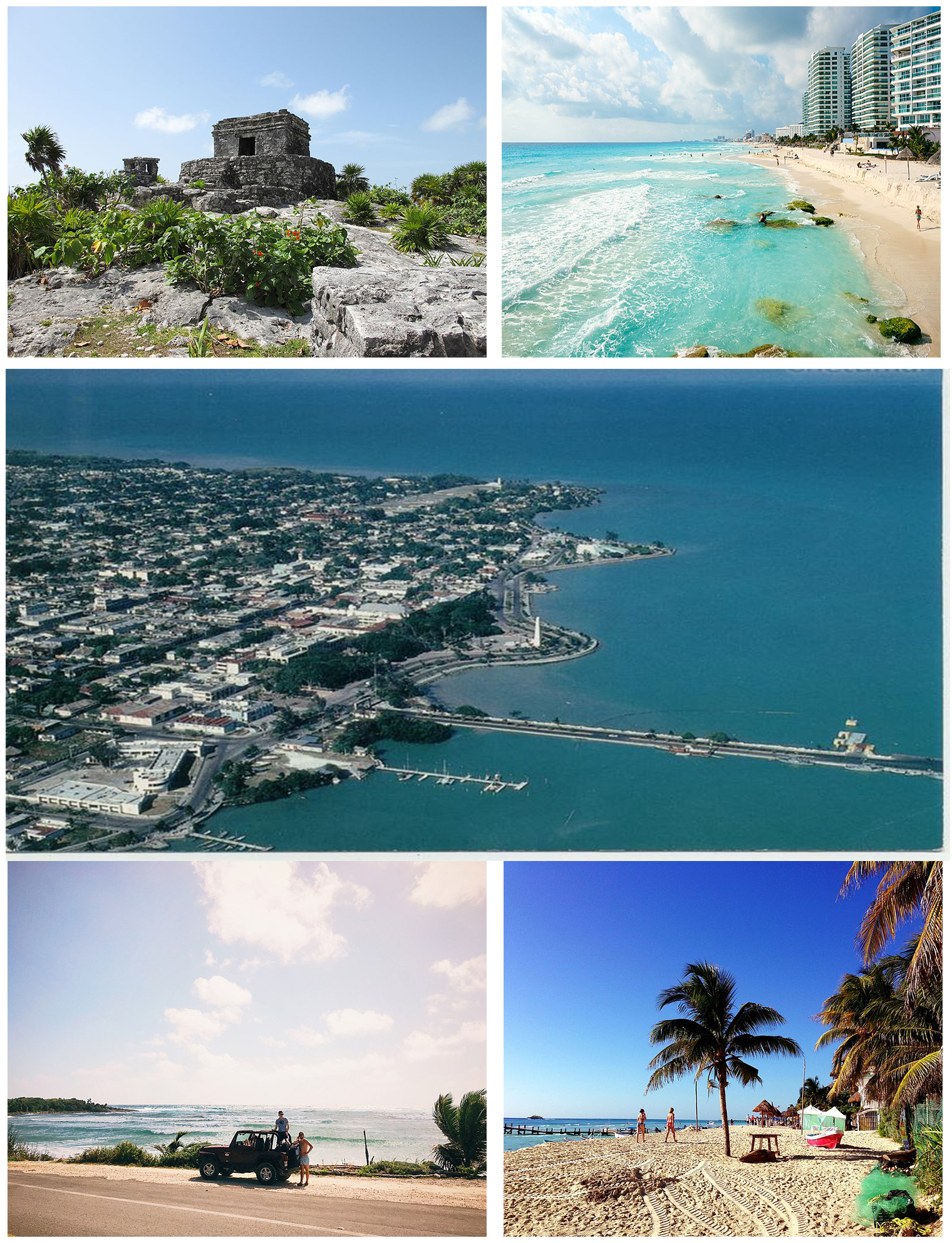
Quintana Roo

## 歴史

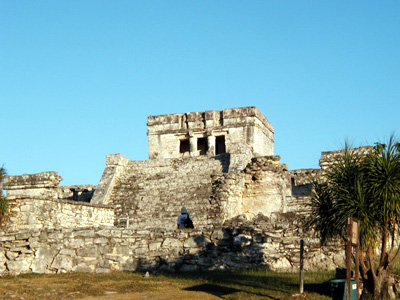
トゥルム遺跡

後古典期には、プトゥン商人によって沿岸部やコスメル島に祭祀センターが築かれ、交易で繁栄した。シカレ、シェルハ、トゥルムなどのマヤ遺跡が沿岸部には点在している。州都はチェトゥマル (Chetumal) で、ベリーズとの国境附近にある。面積は50,212km²である。
かつてはユカタン州の一部だった。1847年に勃発したカスタ戦争の中心的な地域でもあり、反乱軍の聖地であるチャン・サンタ・クルスも現在のキンタナ・ロー州内にあった。
チャン・サンタ・クルスが1901年に政府軍の手に落ちた後、この地域は1902年にキンタナ・ロー直轄区として分離され、1974年に州になった。

## 隣接州
- 南： コロザル郡
- 南： オレンジウォーク郡
- 西：カンペチェ州
- 北西：ユカタン州

## 主な都市
- カンクン
- チェトゥマル
- プラヤ・デル・カルメン
- コスメル